# Sheila
Pour les articles homonymes, voir Sheila (homonymie).
Ne pas confondre avec la chanteuse allemande Sheila.
Sheila, nom de scène d'Annie Chancel, est une chanteuse française née le 16 août 1945 à Créteil (alors dans le département de la Seine).
Icône des années yéyé en France, Sheila devient une vedette populaire dès la sortie de son deuxième 45 tours en 1963, L'école est finie. Elle a incarné la vague  yéyé des années 1960, poussée aux premiers plans par quelques magazines, la radio et la télévision, et a vu ensuite sa popularité décroître. À partir de 1977, sa carrière devient internationale pendant sa période disco, durant laquelle elle collabore notamment avec Nile Rodgers et le groupe Chic en 1980, puis avec Keith Olsen en 1981.
Si la plupart de ses disques sont en français, elle a aussi enregistré certaines chansons en anglais, en allemand, en espagnol ainsi qu'en italien.
Elle a chanté près de 600 chansons, fait de nombreux duos, et a participé à de nombreuses émissions de variétés.

## Biographie

### Jeunesse
Née à Créteil le 16 août 1945, Annie Chancel est la fille unique d'André Chancel, commerçant en confiserie sur les marchés de la région parisienne, et de Micheline Gaultier. Elle est issue d'une famille originaire de Salins, près de Mauriac, dans le Cantal. Elle rêve d'abord de devenir artiste de cirque, comme écuyère. Elle a cependant un penchant très prononcé pour la musique, le chant, et la danse, débutant l’apprentissage du piano et du solfège à huit ans. Après des études à l'école communale de la rue de Patay à Paris, elle tente de se présenter pour entrer à l'Opéra national de Paris, en vue de devenir petit rat de l'Opéra, mais elle est trop grande pour son âge. Elle commence dès l'âge de 14 ans, après l'obtention de son certificat d'études, à parcourir les marchés de banlieue avec ses parents, tout en prenant des cours de comptabilité. À partir de 1959, elle chante pour son plaisir, continuant d'aider ses parents sur les marchés où elle gagne le surnom de « la radio » car elle passe son temps à fredonner des airs, et tente de trouver une opportunité pour faire connaître ses talents. Elle passe le concours de la Maîtrise de l'ORTF mais est recalée.

### Les années 1960

#### 1960-1962: les débuts
Fin 1960, un orchestre de jeunes à la recherche d'une chanteuse lui propose de faire ses premiers pas. Elle reste avec ce groupe peu de temps, car début 1961 elle rencontre Les Guitares Brothers, groupe rock amateur fondé par deux frères. Pendant plusieurs mois ils vont répéter pour se préparer à leur première scène au Casino de Perros-Guirec en Bretagne. L'ambition du jeune groupe vise à se produire au Golf-Drouot, temple de la musique où ont débuté la plupart des vedettes de l'époque comme Dalida, Johnny Hallyday, Les Chaussettes noires ou les Chats sauvages.
Le 14 septembre 1962, sur les conseils d'Henri Leproux (directeur du Golf-Drouot), Jacques Plait et Claude Carrère, qui cherchent une chanteuse à produire, auditionnent Annie Chancel avec son groupe Les Guitares Brothers, dans un cinéma désaffecté du 14e arrondissement de Paris. Le répertoire du groupe est maigre, mais Annie chante Sur ma plage, Je chante doucement et Chariot. Le lendemain, Claude Carrère convoque les parents d'Annie Chancel dans un café pour leur faire signer un contrat d'exclusivité et un contrat d'artiste pour une durée de dix ans à la jeune chanteuse (qui est encore mineure).
Sheila, titre-phare de son premier super 45 tours en solo, sort le 13 novembre 1962 et son producteur décide que pour lancer sa carrière Annie Chancel prendra le pseudonyme le nom de cette chanson, « Sheila », adaptation du succès de Tommy Roe. Ce single est alors un peu évincé par celui de Lucky Blondo, qui lui fait concurrence avec ce même titre. Carrère façonne le look de sa jeune recrue en lui concoctant une tenue sage (chemisier blanc, jupe à carreaux et des couettes avec des petits nœuds) et un répertoire assorti, à même de toucher les adolescents de son âge.

#### 1963: l'année du succès
Elle connaît son premier véritable succès avec L'école est finie en février 1963, qui se classe no 1 des ventes en France, mais aussi no 2 en Wallonie, no 9 en Suisse et no 10 en Espagne et en Grèce.
Nouvelle coqueluche de la jeunesse, l'artiste enchaine alors les interviews et passages télévisés, et son producteur lui fait sortir rapidement un troisième disque, Pendant les vacances, qui se classe no 1 en France. Les faces B de ces deux derniers singles, Papa t'es plus dans le coup et Première surprise-partie deviennent également des tubes, tout comme le single suivant (titre éponyme de son premier album), Le Sifflet des copains.
Elle entame une première tournée française d'octobre 1963 jusqu'au début de l'année 1964, aux côtés de Frank Alamo et Les Surfs, et tourne également dans L'Année du bac.

#### 1964-1969: le phénomène Sheila
En 1964, le succès continue avec notamment Hello petite fille et Chaque instant de chaque jour, qui dépassent les 150 000 copies écoulées, et surtout le 45 tours Vous les copains, je ne vous oublierai jamais/Écoute ce disque, qui se classe no 1 avec 400 000 ventes.
À cette époque, alors qu'elle n'est âgée que de 18 ans, elle est victime d'une rumeur prétendant qu'elle est un homme. En réalité, exténuée par le rythme des tournées et des enregistrements, elle est victime de dérèglements hormonaux au point qu'elle s’évanouit sur scène à Roanne le 10 avril 1964 et doit renoncer à se produire pendant près d'un an. Interviewée alors qu'elle ne pèse plus que 45 kilos, la chanteuse révèle qu'elle soigne une anémie par des traitements aux hormones mâles qui « risquent de transformer ma voix, de me donner une voix d'homme », ce qui fera titrer au magazine France Dimanche « Sheila est-elle un homme ? ». L'imprésario et le producteur de l'artiste laissent alors courir cette rumeur pour que leur protégée continue de faire la Une des magazines. La chanteuse avouera plus tard que cette rumeur l'a profondément meurtrie.
Son producteur lance alors les boutiques de vêtements Sheila (la chanteuse nommant ses parents PDG et directrice des ventes) et les produits de beauté Sheiladermin. Une poupée mannequin à l'effigie de la star, produite par la société Caprice, sera également commercialisée, ainsi que divers objets marketing, notamment une clef que Sheila portait autour du cou et dont des copies seront mises en vente dans les distributeurs automatiques, ainsi que des tournidoles à son image, édités par Nutrial, la société de chocolat Banania.
En 1965, d'autres succès discographiques s'enchaînent, avec notamment Toujours des beaux jours, C'est toi que j'aime, Devant le juke-box en duo avec le jeune chanteur Akim, et surtout Le folklore américain qui se classe no 1 en France et en Belgique, et s'écoule à plus de 500 000 exemplaires. L'année suivante, c'est au tour de Bang-Bang, Le cinéma et L'heure de la sortie de connaître le succès. Elle obtient un premier rôle dans le film Bang-bang de Serge Piollet, qui réalise plus d'un million d'entrées en France.
En 1967, les titres La famille, Dans une heure, Adios Amor et Le Kilt lui permettent de remporter le trophée Billboard de la meilleure vendeuse de disques de l'année en France et d'être élue star préférée par les magazines des jeunes Salut les copains, Elle et Mademoiselle Âge Tendre.
En 1968, sortent Quand une fille aime un garçon, Dalila, Long sera l'hiver et Petite fille de français moyen. Avec ce titre qui sort peu après les évènements de mai 1968, Sheila est alors jugée réactionnaire par certains intellectuels, ce qui n'empêche pas la chanson de se classer no 1 des ventes.
L'année 1969 marque une baisse de popularité de la chanteuse, avec un succès moindre des titres Il est tellement jaloux, Sheila la la, La colline de Santa Maria et Love me maestro please. Seuls Arlequin et Oncle Jo sont retenus par le public.

### Les années 1970

#### 1970-1977: succès, mariage et maternité
En 1970, sortent Julietta, qui devient un succès, Ma vie à t'aimer (signé Éric Charden) et Reviens je t'aime. L'année suivante, le titre Les Rois mages se classe no 1 en France (plus de 600 000 ventes), mais aussi 2e au Mexique, 9e en Argentine et 10e en Espagne avec la version espagnole Los reyes magos. Jean Schmitt, qui a collaboré à l'adaptation en français de ce titre des Middle of the Road, écrit alors plusieurs chansons de l'album Love. Elle reçoit le prix pour la chanson anti-raciste de 1971 avec Blancs, jaunes, rouges, noirs et enregistre un duo avec Aldo Maccione sur J'adore.
En 1972, année de sortie des titres Samson et Dalila, Le mari de mama et Poupée de porcelaine, elle rencontre le chanteur Ringo et tombe amoureuse au cours d'une séance photos réalisée pour un roman-photos. Ils enregistrent ensemble le duo Les Gondoles à Venise, qui devient un des grands succès de l'année 1973, avec plus de 600 000 ventes.
Lors de la campagne présidentielle de 1974, Sheila soutient la candidature de Valéry Giscard d'Estaing face au candidat de l'Union de la gauche, François Mitterrand. La chanteuse continue de connaître le succès avec les titres Adam et Eve, Mélancolie, Le couple, Tu es le soleil et Ne fais pas tanguer le bateau.
En 1975, la chanteuse reprend le très disco C'est le cœur (Les ordres du docteur) (version française du Doctor's Orders de Carol Douglas), qui devient un succès avec plus de 400 000 exemplaires vendus. Le single Quel tempérament de feu dépasse les 500 000 ventes.
En 1976, Sheila sort les titres Un prince en exil et Patrick mon chéri, puis reprend la chanson Les Femmes (créée au Québec par Patsy Gallant en 1974). La chanteuse quitte alors la France pour les États-Unis, en raison notamment de la virulence des critiques quant à ses prestations jugées trop souvent en playback.
Fin 1976, elle sort L'amour qui brûle en moi, suivi en mars 1977 de L'arche de Noé (une adaptation de Sei forte papa de Gianni Morandi).

#### 1977-1979: le disco
Sheila propose en juin 1977, en pleine vague disco, son premier titre anglais, Love Me Baby, et arbore un nouveau look, vêtue d'un short moulant à paillettes, accompagnée de trois danseurs noirs, les B. Devotion. Ce titre la fait connaître dans toute l'Europe (no 3 en France et en Italie, no 5 au Portugal, no 9 en Allemagne, no 10 en Grèce et no 13 en Espagne). Encouragée par ce succès, elle décide d'adapter (toujours en disco) le standard américain Singin' in the Rain. Elle se classe alors dans plusieurs pays : no 1 en Roumanie, no 2 au Portugal, au Danemark et en Suède, no 3 en France, au Portugal et en Italie, no 4 aux Pays-Bas et en Finlande, no 6 en Allemagne, no 11 en Afrique du Sud et au Royaume-Uni...
Alors que Sheila poursuit la promotion à travers l'Europe de son premier album en anglais, elle enregistre I don't need a doctor et Hôtel de la plage, chanson-titre du film homonyme sorti en janvier 1978. Le single You light my fire se classe dans plusieurs pays (no 1 au Mexique, no 2 en Turquie, no 12 en France, no 13 en Irlande, no 31 en Italie, no 36 en Allemagne et no 44 au Royaume-Uni). Elle obtient la Coupe Volpi lors du Festival de Sanremo, et la marque de jouets Delavennat commercialise une poupée à son effigie. La chanteuse n'oublie pas le public français, pour qui elle publie le 45 tours Kennedy Airport, qui atteint les 400 000 copies vendues.
En 1979, Sheila sort les chansons Seven lonely days (no 10 en France, no 50 Allemagne et no 16 en Suède) et No no no no avec des arrangements disco. La même année, elle divorce de Ringo.

### Les années 1980

#### 1980-1982: productions américaines et premiers litiges avec Claude Carrère
Au début de 1980, le groupe Chic lui compose un album, King of the world, qu'elle présente dans le cadre de son groupe Sheila Black Devotion. Spacer, premier extrait de ce disque, devient un succès international, se classant dans plusieurs pays : no 1 en Grèce, no 5 en France (où il se vend à plus de 400 000 exemplaires) et en Italie, no 7 en Argentine, no 8 en Irlande, no 9 en Allemagne, no 18 au Royaume-Uni, no 19 en Afrique du Sud et no 20 au Danemark. À la fin de l'année, Sheila sort un nouvel album en français, Pilote sur les ondes, dont sont extraits le titre éponyme, L'Amour au téléphone et Les Sommets blancs de Wolfgang.
En 1981, elle fait un retour à la chanson populaire avec Et ne la ramène pas, l'adaptation française du titre de Joe Dolce Shaddap you face, qui s'écoule à plus de 300 000 exemplaires. En fin d'année, la chanteuse sort un album plus rock, Little Darlin', produit par Keith Olsen. Le titre se classera aux États-Unis, à la 49e place.
En 1982, Sheila revient à la chanson française avec La tendresse d'un homme, adaptation en français de Holdin' out for love de Dan Seals, suivie du tube Glori Gloria, adaptation en français du titre d'Umberto Tozzi. Elle décide ensuite de se séparer de son imprésario Claude Carrère, jugeant que son répertoire n'évolue pas avec lui.

#### 1983-1989: virage artistique
En 1983, l'album On dit, incluant les titres Tangue au et Vis va, marque un tournant dans sa carrière avec l'arrivée d'un nouveau producteur, Yves Martin (qui deviendra par la suite son mari). L'objectif de l'artiste est de monter sur scène et d'avoir un nouveau répertoire composé de chansons en français, écrites spécialement pour elle.
En 1984, l'album Je suis comme toi est enregistré aux Bahamas, porté par le titre Film à l'envers. Alors que jusque-là elle avait privilégié les enregistrements et les émissions en playback (ce que la critique musicale lui reprocha longtemps), elle monte sur scène au Zénith de Paris en 1985, avec un spectacle à l'américaine qui est encensé par la critique mais ne rencontre pas le succès public escompté, . Dans la foulée, le photographe Jean-Claude Lagrèze relooke la chanteuse : il l'habille en Jean Paul Gaultier pour la pochette du 45 tours Je suis comme toi, qui se classe 43e au Top 50 en mars 1985.
La même année, elle tourne dans un film d'auteur, L'Île au trésor de Raoul Ruiz avec Martin Landau et Jean-Pierre Léaud, puis enregistre le titre Chanteur de funky. Elle participe ensuite au concert caritatif pour l'Éthiopie, organisé à la Courneuve le 13 octobre 1985, ainsi qu'à l'enregistrement de La chanson de la vie d'Alice Dona avec 24 autres chanteuses, pour l'association Care France Femmes du Monde créée par Marie-Claire Noah, dans le but de venir en aide aux femmes du Sahel.
En 1986, Sheila s'offre une année sabbatique, ne faisant que tourner des spots publicitaires pour les laines Bergères de France en s'inspirant de ses plus grands succès et présentant sur Sud Radio une émission hebdomadaire.
En 1987, elle publie deux singles, Comme aujourd'hui (no 37 au Top 50) et C'est ma vie. L'année suivante, elle sort un nouvel album, Tendances, qui contient les titres Pour te retrouver, Partir et Le tam tam du vent (no 45 au Top 50). Elle se produit alors à l'Olympia en octobre 1989. À la fin du spectacle, en larmes, elle annonce sa volonté de mettre un terme à sa carrière de chanteuse, en reprenant la chanson de Serge Gainsbourg Je suis venu te dire que je m'en vais et entame dès lors une période de trois années sans disques.

### Les années 1990

#### 1990-1996: présentatrice TV et livres
En 1990, Sheila présente une série de quatre émissions télévisées, Coup de cœur, sur France 2.
Après s'être consacrée à des activités de peinture et de sculpture, elle sort un nouveau single en 1992, On s'dit plus rien, pour la sortie d'un coffret 1962-1992 à l'occasion de ses 30 ans de carrière. L'année suivante, elle enregistre un duo virtuel avec Claude François sur un des succès de ce dernier, 17 ans. En 1994, elle tourne dans un épisode de Van Lock. C'est à cette époque qu'elle s'engage dans la lutte contre le SIDA à partir de 1995 dans l'association Élus locaux contre le sida aux côtés de Jean-Luc Romero.
En 1995, une nouvelle version de Your love is good et l'inédit He's a nice guy figurent sur la compilation Sheila : Les années disco. Elle co-anime avec Dave sur TF1 l'émission S.L.C. Salut les copains.
Durant ces années, elle sort trois livres : Les chemins de lumières en 1993, Et si c'était vrai en 1995 et La captive en 1997.

#### 1997-1999: retour musical
Fin 1997, Sheila retourne en studio afin d'enregistrer Le Meilleur de Sheila, qui sort en janvier 1998 et reçoit un disque d'or.
Elle se produit à l'Olympia à guichets fermés du 28 septembre au 4 octobre 1998. Face à ce succès, elle joue les prolongations du 26 au 28 février 1999 et commence une tournée dans toute la France.
L'album Dense sort fin 1999, pour lequel un prime-time spécial lui est consacré sur France 2.

### Les années 2000
En 2001, Sheila figure en 2e position (36 tubes) dans le livre 40 ans de tubes 1960-2000 sur les ventes de 45 tours, derrière Johnny Hallyday (40 tubes), mais devant Michel Sardou et Claude François (21 tubes). Fin 2001, elle enregistre un concert acoustique pour la chaîne Jimmy.
Un nouvel album, Seulement pour toi, sort en septembre 2002. Une soirée en prime-time sur France 2 lui est à nouveau consacrée pour la sortie de cet opus et pour fêter ses quarante ans de carrière, qu'elle célèbre à l’Olympia du 1er au 9 novembre, à guichets fermés. Le DVD de ce spectacle sort en 2003 et reçoit un DVD d'or.
Le livre Ne vous fiez pas aux apparences sort en mai 2003, dans lequel elle règle ses comptes avec le métier. En 2005, son fils Ludovic Chancel sort un livre intitulé Fils de, à travers lequel il raconte sa difficulté à vivre dans l'ombre de sa mère. Elle continue les prolongations de son spectacle dans de nombreuses villes de France, de 2003 à 2005, en passant par les territoires d'Outremer.
Après avoir épousé Yves Martin à Saint-Jean-de-Luz le 15 février 2006, elle sort son intégrale studio comprenant 18 CD, dont une nouvelle chanson, L'Amour pour seule prière. Elle monte de nouveau sur scène à Paris, au Cabaret Sauvage, pour 9 représentations du 19 au 28 décembre.
En 2007, elle donne des concerts en France et en Belgique, est la vedette de la Tournée en or durant l'été, et est de nouveau à l'Olympia le 21 septembre 2007.
Début 2008, elle joue le rôle principal dans le court-métrage La Dinde réalisé pour Canal+, qui fait partie de la collection Écrire pour… un chanteur, et qui a été diffusé lors du Festival international du court métrage de Clermont-Ferrand et au Festival de Cannes à la Semaine de la critique, en mai 2008. Elle est de retour sur scène à l'Olympia le 4 mars 2008.
À partir du 13 mars 2009, et pendant toute une année, Sheila fait partie de la tournée Âge tendre et Têtes de bois saison 4.

### Les années 2010
En 2010, elle est à l'affiche de la saison 5 de la tournée Âge tendre et Têtes de bois, tout en continuant ses propres concerts à travers la France. En 2011, alors que des concerts prévus à New York sont annulés à la suite de litiges avec son tourneur, elle participe à l'émission Danse avec les stars.
Pour fêter son jubilé (50 ans de carrière), Sheila est de retour à l'Olympia les 21, 22 et 23 septembre 2012 pour un spectacle intitulé Ce soir, c'est notre anniversaire. Elle sort le 7 décembre 2012 un nouvel album, Solide.
Au début de l'année 2013, France 3, la RTBF et la RTS diffusent le documentaire Sheila l'histoire d'une vie, qui est suivi par plus de 2 millions de téléspectateurs en France. Quelques semaines après, Sheila reçoit une Victoire d'honneur pour ses 50 ans de carrière aux Victoires de la musique. Elle se produit au théâtre Mazenod de Marseille les 22 et 23 novembre 2013 et sort le 16 octobre 2013 le livre Danse avec ta vie, qui se vend à plus de 13 000 exemplaires.
Après avoir participé en mars 2014 au Sidaction, elle est sur scène en avril 2014 à Valréas, puis en tournée tout au long de l'année. En octobre, elle apparaît dans le teaser de Pink Saphir, une série télévisée dans laquelle elle joue une revenante dotée de pouvoirs magiques. En 2015, elle poursuit sa tournée Sheila le Show dans plusieurs villes de province.
En décembre, Stéphane Letellier-Rampon devient son manager, et en février 2017 prend en plus le rôle de producteur. Sheila et lui s'associent pour créer ASLC Production, société qui produira tous les concerts de Sheila.
Le 28 mai 2016, elle reçoit au Liban un Murex d'or pour l'ensemble de sa carrière aux côtés de Quincy Jones. Elle publie cette année-là un double DVD Best of composé de passages télévisés, ainsi qu'un triple CD Rétrospective - Best Of. Elle sort également le livre Les Bonheurs de la vie et participe au 10e anniversaire de la tournée Âge tendre, la tournée des idoles.
En 2017, Sheila se produit à l'Alhambra les 16 et 17 août, avant d'entamer une tournée à l'automne, incluant deux soirs au Casino de Paris les 8 et 9 décembre 2017, joués à guichets fermés. Ce spectacle, enregistré et diffusé en direct sur Paris Première, sort dans le commerce en avril 2018.
En parallèle de sa carrière de chanteuse et en complément de ses livres, Sheila présente une série de conférences sur le thème « Les bonheurs de la vie ». Sa première prestation dans ce domaine a lieu le 21 octobre 2017 au palais de la Mutualité de Lyon.
Après avoir participé à la croisière de cette tournée, elle revient pour la seconde année consécutive sur Âge Tendre, la tournée des idoles, de janvier à avril 2018. Le 16 juin 2018, elle est marraine d'une des soirées organisées à l'Alhambra par le collectif Les Funambules au profit de l'association SOS homophobie. En juillet, elle se produit avec le groupe Chic à la salle Pleyel. Le 31 août, Sheila est promue commandeur des Arts et des Lettres par Françoise Nyssen, ministre de la Culture, tandis qu'elle parcourt la France avec sa tournée, se produisant notamment à Pleyel le 28 décembre.
En 2019, Sheila propose un concert électro-acoustique accompagnée de trois musiciens, puis participe à l'émission Mask Singer sur TF1.

### Les années 2020
Lors du premier confinement en France, de mars à mai 2020, Sheila anime un rendez-vous hebdomadaire, Sheila Tea Time, sur son compte Instagram chaque dimanche, et participe à la grande tombola solidaire au profit des soignants, lancée par Anne Roumanoff.
Un nouveau titre, Septième continent, sort le 5 juin 2020, atteignant la 4e place des ventes de téléchargements. L'album Venue d'ailleurs sort le 2 avril, porté par le titre Tous yéyés. Salué par la critique,, l'album se classe n°2 des ventes en France.
Durant l'été 2020 et 2021, elle anime tous les dimanches l'émission Génération Sheila sur Radio Nostalgie en Belgique.
 
En avril 2021, le premier ministre Jean Castex évoque son souhait que Sheila soit l'un des visages de la campagne de vaccination contre le coronavirus chez les plus de 55 ans,. La chanteuse nie avoir été contactée et dénonce un « grand manque d'élégance ».
Elle participe à l'émission Un flirt, une danse sur France 2 en 2022, et devient membre du jury au Festival de Dreux, histoires de femmes.
Pour célébrer ses soixante ans de carrière, alors qu'un nouveau documentaire lui est consacré sur France 3, Sheila sort un Best of 60e Anniversaire et repart en tournée fin 2022, incluant une représentation au Cirque Royal de Bruxelles et deux concerts à la Salle Pleyel, et la prolonge en 2023, avec notamment une date au Grand Rex le 12 novembre 2023.
Après avoir été à l'affiche du concert 2 Générations chantent pour la 3ème à l'Olympia, réalisé par la fondation Recherche Alzheimer, Sheila est promue officier de l'Ordre national de la Légion d'honneur en juillet 2023, quelques heures avant sa première participation aux Francofolies de la Rochelle.
Un nouvel album Live, Live à Bruxelles, paraît en octobre, suivi de la compilation From Paris to Los Angeles qui regroupe ses chansons interprétées en anglais.
Le 26 janvier 2024, Sheila participe à l'Hyper Week-end Festival de Radio France , puis tourne dans un épisode de Scènes de ménages. Le 6 juin 2024, elle obtient la médaille de vermeil de la ville de Paris décernée par Anne Hidalgo. Elle est à la tête d'affiche du court-métrage Une journée à cinquante balles réalisé par JMS.
Une nouvelle tournée, intitulée 8.0, est annoncée, incluant une date au Dôme de Paris - Palais des Sports le 18 novembre 2025 et une au Cirque Royal de Bruxelles le 14 décembre 2025, célébrant ses quatre-vingts ans.
Annoncé par les singles À l'avenir et Et Dieu dans tout ça, l'album À l'avenir paraît le 4 avril 2025.

### Vie privée
Sheila épouse  Guy Bayle, alias Ringo, le 13 février 1973 à Paris, dans le 13e arrondissement, à 13 h 13 à l'église Notre-Dame-de-la-Gare. Son témoin de mariage à l'église est Claude François, avec qui elle entretient une relation « profondément amicale […] fraternelle ». Leur fils, Ludovic, naît à Paris 16e le 7 avril 1975. Pour faire taire la rumeur, la chanteuse fait filmer son accouchement. Le couple divorce le 30 novembre 1979.
Elle épouse en secondes noces Yves Martin (1956-2021), le 15 février 2006 à Saint-Jean-de-Luz. Le couple divorce en 2016.
Son fils Ludovic meurt, à Paris 15e, le 17 juillet 2017 d'une surdose de cocaïne, à l'âge de 42 ans, laissant une fille, Tara Rose, née en novembre 2001,,,.

## Discographie
Sheila a à son actif vingt-huit albums studio (dont deux conjointement avec Ringo), 7 albums enregistrés en concert, 3 albums enregistrés en concert avec d'autres artistes et une quarantaine de compilations. 12 coffrets (CD ou vinyles) sont également sortis, ainsi que 98 singles de 1962 à 2025.

### Ventes de disques
Plusieurs chiffres apparaissent dans les médias au sujet de ses ventes de disques,,,.
D'après son site officiel, Sheila aurait vendu 70 millions de disques.
Selon son ancien producteur Carrère, ses ventes mondiales étaient de l'ordre de 50 millions d'unités en 1981,.

#### Contestation sur les chiffres
En plein contentieux avec Claude Carrère, Sheila revendique plus de 65 millions de disques vendus en 1996, chiffre sur lequel elle veut s'appuyer pour mener une procédure civile devant le tribunal judiciaire de Paris outre sa saisine des prud'hommes pour licenciement abusif. Lors de cette affaire, ce chiffre est fermement démenti par son agent exclusif, pour ensuite être ramené à 20 millions de disques. Malgré tout, la chanteuse persiste avec, en 2023, des allégations de « plus de 85 millions de disques vendus, sans streaming », selon ses propres mots. Fin 2017, ses ventes en France étaient estimées à près de 28 millions (albums et singles confondus).

## Principaux spectacles

### La tournée du siècle(1963-1964)
Après un an de carrière, à l'automne 1963, Claude Carrère décide de lancer sa protégée sur scène et lui crée son look caractéristique avec ses couettes et sa jupe plissée. Sheila, alors âgée de 18 ans, est la tête d'affiche de ce spectacle présenté par Bernard Haller, et est accompagnée par le groupe Les Guitares. La première partie est assurée par le groupe d'origine malgache Les Surfs, par les groupes musicaux Les Solistes et Les Gamblers, et par Frank Alamo.

### Enfin sur scène au zénith(1985)
En mai 1984, après vingt ans d'absence sur scène, Sheila annonce sa décision de remonter sur les planches pour un nouveau spectacle, sur la scène du Zénith à Paris du 22 février au 17 mars 1985, puis part en tournée en France, Belgique et Suisse.

### Je suis venue te dire que je m'en vais(1989)
Le troisième spectacle de Sheila a lieu sur la scène de l'Olympia à Paris, où elle se produit pour la première fois. Elle annonce vouloir faire ses adieux à la fin de la première représentation, après son interprétation de la chanson de Serge Gainsbourg Je suis venu te dire que je m'en vais, titre qui donne son nom au spectacle qui comporte une première partie avec Christian Briand accompagné au piano par Gérard Daguerre.
La tournée, prévue fin 1989, est annulée pour raisons de santé. Mis à part la Couturière à Villeparisis, ce spectacle n'a donc été donné qu'à l'Olympia.

### Le retour(1998)
Début 1998, Sheila annonce son retour à la chanson avec la volonté de faire de la scène, désir qui se réalise avec ce quatrième spectacle qui commence à l'Olympia en octobre 1998. Une prolongation de trois dates a lieu au même endroit en février 1999. La tournée est composée d'une centaine de dates en France, Belgique, Suisse et Luxembourg.

### En acoustique(2001)
Le 11 décembre 2001, sur la scène de L’Usine à La Plaine Saint-Denis, Sheila présente son cinquième spectacle, un récital de titres revus en version acoustique. Ce concert est capté par Canal Jimmy qui le diffuse le 14 février 2002.

### Jamais deux sans toi(2002)
Pour la troisième fois de sa carrière, Sheila revient sur la scène de l'Olympia, ce qui pousse l'artiste à nommer ce nouveau spectacle (et son sixième) Jamais deux sans toi. Elle y fête ses 40 ans de carrière. L'album de ce spectacle est disque d'or une semaine après sa sortie, tout comme le DVD.

### C'est écrit(2006)
Sheila sort en octobre 2006 son intégrale et décide de créer un spectacle exclusivement composé de chansons pour la plupart jamais interprétées sur scène. Elle choisit pour lancer cette tournée le Cabaret Sauvage de Paris. Ce spectacle est repris à l'Olympia en septembre 2007 et en mars 2008, et inclut deux titres inédits, Sous le regard des filles et Donne-moi ta main.

### Âge tendre et tête de bois(2009)
En 2009, Sheila est reçue en invitée d'honneur et marraine de la quatrième saison de cette tournée où elle partage l'affiche avec d'autres artistes comme Richard Anthony, Frank Alamo, Isabelle Aubret ou Demis Roussos.

### Âge tendre et tête de bois(2010)
Invitée pour cette nouvelle édition (la cinquième saison), elle partage l'affiche avec Hervé Vilard, Claude Barzotti, Isabelle Aubret, Michèle Torr, Charles Dumont ou encore la Compagnie Créole.

### Ce soir c'est notre anniversaire(2012)

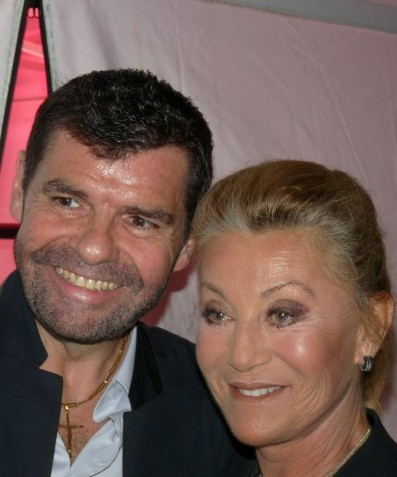
Sheila et Erick Cala, directeur d'antenne de France Bleu Roussillon, en 2012 à Perpignan.

Pour fêter son jubilé (50 ans de carrière), Sheila revient sur la scène de l'Olympia à Paris les 21, 22 et 23 septembre 2012 pour un spectacle (son huitième) où elle revisite plusieurs de ses tubes et interprète sept nouvelles chansons. Pour préparer son jubilé, elle accepte l'invitation d'Erick Cala (directeur d'antenne de France Bleu Roussillon) de se produire au pied du Castillet à Perpignan pour la fête de la Musique le 21 juin 2012.
Pendant trois jours, elle interprète des chansons hommages à Édith Piaf (Padam, padam... et Sous le ciel de Paris), Claude François, Éric Charden (Mais quand le matin) et Mick Micheyl (Un gamin de Paris), mais aussi des nouveautés comme Mon Eldorado, J'avais envie de vous revoir et Pour sauver l'amour. Un medley est également interprété en hommage à ses « copines » des sixties : Les sucettes de France Gall, La plus belle pour aller danser de Sylvie Vartan, Tous les garçons et les filles de Françoise Hardy... ainsi que Vous les copines en version rock.

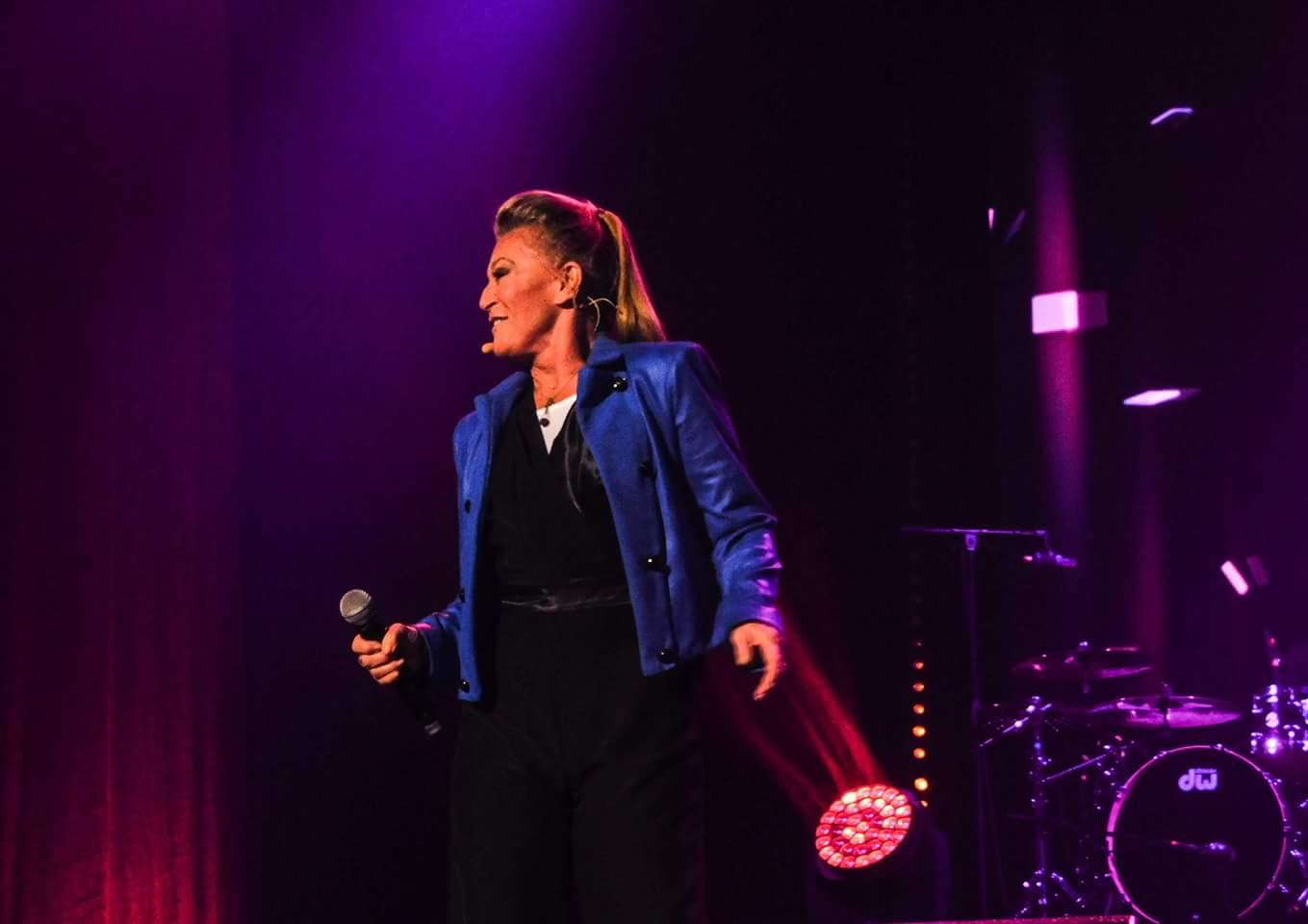
Sheila lors du 10e anniversaire de la tournée Âge Tendre en 2017.

En novembre 2013, elle se produit deux soirs au théâtre Mazenod de Marseille. Il ne s'agit pas du spectacle de l'Olympia de 2012 mais d'un mix des Olympia de 1998 et 2002, auxquels sont ajoutés Mais quand le matin (reprise de Claude François), Si je chante encore et Pour sauver l'amour (avec une nouvelle orchestration), avec en rappel Toutes ces vies et Vivre mieux.

### Âge tendre, la tournée des idoles(2016-2017)
Sheila revient sur la tournée Âge tendre, à l'occasion du 10e anniversaire de la tournée, aux côtés de Gérard Lenorman, Hugues Aufray, Les Rubettes ou Isabelle Aubret, de novembre 2016 à février 2017. Elle est accompagnée de 4 danseurs.

### Âge tendre, la tournée des idoles(2018)
Sheila participe pour la quatrième fois et la seconde année consécutive à la tournée Âge tendre, du 12 janvier 2018 au 21 avril 2018, aux côtés de Nicoletta, Dave, Michèle Torr ou encore Dick Rivers. Auparavant, elle avait participée à la croisière organisée par la même production, du 4 au 11 novembre 2017.
Tout comme la saison précédente, elle clôt la première partie du spectacle, mais avec une nouvelle prestation et des chansons qu'elle n'a, pour la plupart, jamais chantées sur la tournée, ou du moins jamais en entier.

### Notre histoire (Sheila avec H-Taag)(2017-2020)

#### Alhambra
Pour fêter son 72e anniversaire, Sheila est de retour sur scène à Paris à l'Alhambra les 16 et 17 août 2017, pour un nouveau spectacle (son neuvième), annonçant une tournée pendant l'automne 2017 puis pour les années 2018, 2019 et 2020.

#### Casino de Paris
Sheila se produit pour la première fois au Casino de Paris les 8 et 9 décembre 2017. La représentation du 9 décembre est captée et diffusée en direct sur la chaîne Paris Première.
Lors d'un spectacle donné quelques jours avant, le 6 décembre dans l'est de la France, Sheila rend hommage à Johnny Hallyday (qui vient de décéder) en interprétant Johnny, Sylvie, Cloclo et moi.

#### Salle Pleyel
Sheila part en tournée avec ce spectacle en 2018 et 2019, et est de retour à Paris à la salle Pleyel le 28 décembre 2018, à guichets fermés.
Lors de ce concert à Pleyel, Sheila offre un spectacle en grande partie renouvelé, avec davantage de tubes parmi lesquels Vous les copains, Gloria, Love me baby, un medley 60's modifié, ainsi que l'ajout d'un medley 70. Elle chante également a cappella L'amitié de Françoise Hardy, qui devait venir l'interpréter avec elle mais qui n'a pas pu pour raisons de santé.

### Et l'aventure continue(concert en version électro-acoustique) (2019-2021)
Accompagnée de trois musiciens, Sheila revisite ses principaux tubes en version électro-acoustique.
Préparé et répété en Normandie à Oissel, c'est dans cette ville que Sheila y propose la couturière de ce nouveau spectacle (son dixième) le vendredi 4 octobre 2019. Ce concert électro-acoustique est ensuite proposé en France et en Belgique fin 2019, en 2020 et en 2021.

### Tournée anniversaire "60 ans de carrière" (2022 - 2024)
C'est à Forges-les-Eaux que Sheila propose la création de ce nouveau spectacle (son onzième) le samedi 22 octobre 2022, fêtant ses soixante ans de carrière. Ce spectacle est ensuite proposé à Saint-Brieuc, Lille, Bruxelles au Cirque Royal (où la captation vidéo est réalisée), à Paris (Salle Pleyel pour deux dates), puis pour une tournée dans toute la France, la Suisse et la Belgique.
Une prolongation de la tournée est annoncée à Lyon en avril 2023, près d'Angers en juin 2023, puis à Paris au Grand Rex le 12 novembre 2023, ainsi qu'un double spectacle à la Salle Pleyel en novembre 2024.
Ce spectacle enregistré à Bruxelles est diffusé sur Olympia TV en décembre 2022.

## Radio
- Animatrice d'une émission hebdomadaire sur Sud Radio en 1986.
- Animatrice d'une émission hebdomadaire sur Radio Nostalgie en Belgique durant tout l'été 2020 et tout l'été 2021.
- Animatrice de l'émission "La playlist de Sheila" sur France Bleu en novembre 2023.

## Télévision

### Animation
- Animatrice de l'émission Coups de cœur sur Antenne 2 en 1990.
- Animatrice avec Dave de l'émission S.L.C sur TF1 en 1996.
- Jurée de l'émission Un flirt & une danse sur France 2 en 2022 et 2023.

### Documentaires
- Grandeur nature, 1er janvier 1985 sur Antenne 2.
- Sheila, l’histoire d’une vie, 2 janvier 2013 sur France 3.
- Toutes ces vies-là, 25 décembre 2022 sur RTS[83], 28 décembre 2022 sur RTBF, 6 janvier 2023 sur France 3 et rediffusion le 5 janvier 2024 sur France 3.

### Participation àDanse avec les stars
À l'automne 2011, elle participe à la deuxième saison de l'émission Danse avec les stars sur TF1, aux côtés du danseur Julien Brugel, et termine quatrième de la compétition.

### Participation àMask Singer
En novembre 2019, elle participe à la Saison 1 de Mask Singer sur TF1, où elle interprète Djadja d’Aya Nakamura et Bad Romance de Lady Gaga sous le costume de l’Écureuil. Elle est éliminée en 11e lors du deuxième épisode sans que son identité soit décelée.

## Filmographie
- 1964 : L'Année du bac de Maurice Delbez et José-André Lacour[84]: elle-même (elle y chante Cette année-là)
- 1967 : Bang Bang de Serge Piollet : Sheila (elle y chante L'Heure de la sortie  et Tu es toujours près de moi)
- 1970 : Terzo canale (Avventura a Montecarlo) de Giulio Paradisi : elle-même (elle y chante Adios Amor en italien)
- 1986 : L'Île au trésor de Raúl Ruiz : La tante Hélène
- 1994 : Van Loc : un grand flic de Marseille (série télévisée), épisode L'Affaire Da Costa de Claude Barrois : Evelyne Lenoir
- 2008 : Ecrire pour un chanteur (série télévisée), épisode La Dinde d'Anna Margarita Albelo (court métrage) : Hélène
- 2015 : Pink Saphir de Frank Allera (série télévisée) : Claudie Saphir
- 2022 : 1H30 Max de Léo Grandperret (téléfilm) : elle-même
- 2024 : Scènes de ménages de Francis Duquet (série télévisée) : elle-même
- 2025 : Une journée à cinquante balles de JMS (court-métrage) : Eugénie

## Vidéographie
- 1978 : Singin' in the rain dans la collection Les Discofilms référence no 1, en Super 8
- 1989 : Je suis venue te dire que je m'en vais - Sheila live à l'Olympia 89, en cassette VHS  et en CDV — Réédition en DVD Warner vidéo 825646322220 en 2006
- 1995 : Vidéo d'or, en cassette VHS Welcome Ibach 543816 et en CDV Welcome Ibach 6438724.
- 1999 : Sheila live à l'Olympia 98 en cassette VHS EMI Marshe 492293.3,
- 2003 : Sheila en concert à l'Olympia 2002 - Jamais deux sans toi en DVD Sony Vidéo, et en cassette VHS Sony Vidéo 2019532.
- 2006 : DVD des enregistrements acoustiques en DVD sur l'Édition Collector de l'album compilation Juste comme ça (double album).
- 2007 : Sheila Live Olympia 1999 en DVD Carte.
- 2008 : C'est écrit - Sheila, en concert au Cabaret Sauvage 2006 - Enfin disponible en DVD.
- 2009 : Âge tendre - La tournée des Idoles - Saison 4 (spectacle multi-artistes) en double DVD.
- 2010 : Âge tendre et tête de bois - Saison 5 (spectacle multi-artistes) en double DVD (référence SONY STERNE 3300622666798) sorti octobre 2010.
- 2016 : Rétrospective TV Sheila - Coffret de luxe (2 DVD + livret de 36 pages) (N°1 des ventes) - Sortie le 21 octobre 2016 chez Warner Music - Réédition de ce coffret le 8 décembre 2017.
- 2017 : Âge tendre, la tournée des idoles - 10è anniversaire (spectacle multi-artistes) en DVD sorti mai 2017.
- 2018 : Live au Casino de Paris 2017 en double CD, DVD et Blu-ray sorti le 27 avril 2018.
- 2021 : Les coulisses de l'enregistrement de l'album Venue d'ailleurs en DVD sorti le 2 avril 2021.
- 2021 : Vous les copains - 40 chansons. Double DVD référence RDM Edition 3125127315961 - sorti le 30 avril 2021.
- 2023 : Live à Bruxelles en double CD, DVD et Blu-ray sorti le 20 octobre 2023.

### Livres de Sheila
- Sheila par Sheila - édité aux éditions Raoul Solar - 1967
- Chemins de lumière - édité chez Jean-Claude Lattès - 1993 / réédité au format poche chez Le Livre de poche - 1994
- Et si c'était vrai - édité chez Ramsay - 1995 / réédité aux éditions Succès du Livre - 1996
- La Captive[38] - édité chez Ramsay - 1997 / la version en allemand est sortie sous le titre Gefangen in Tibet chez Bastei Lubbé en 1998
- Ne vous fiez pas aux apparences - édité chez Plon - 2003 - Propos recueillis par Didier Varrod
- Danse avec ta vie - édité chez Éditions de l'Archipel - date de parution 16 octobre 2013  (ISBN 2809807698 et 978-2809807691). Réédité chez France Loisirs / Éditions du Noyelles le 2 janvier 2014. Au 20 février 2014 ce livre a été vendu a plus de 13 000 exemplaires. Il sort en format de poche aux Éditions Archipoche le 14 mai 2014  (ISBN 2352876273 et 978-2352876274).
- Les Bonheurs de la vie - Éditions de l'Archipel - parution le 19 octobre 2016  (ISBN 2809820503). Il sort en format de poche aux Éditions Archipoche le 18 mars 2021  (ISBN 237735940X et 978-2377359400).
- Pop culture mode légende Sheila - Éditions VA Venue d'Ailleurs - parution le 22 octobre 2022.

### Préfaces écrites par Sheila
- Sheila a écrit la préface du livre Les années disco (de la collection Chronique d'une époque) sorti en 2006 chez Chronique.
- Sheila a préfacé l'ouvrage Pourquoi pas ? de Tifen aux Éditions Libre Label (2012).

### Travaux universitaires consacrés à Sheila
- Construction médiatique d'une idole française: Sheila (1962-1969), Samuel Uson-Mazaudier, sous la direction collégiale de Myriam Tsikounas, Sébastien Le Pajolec et Bertrand Tillier, Paris I - Panthéon-Sorbonne, 2021.

### Livres consacrés à Sheila (sans la participation de l'artiste)
- Sheila, la reine des Français, Charles Sudaka - 1976
- Sheila, Christian Page, éditions Bréa - 1982
- Sheila, Laurent Abrial, Fabien Lecoeuvre et Gilbert Moreau, éd. Jean-Pierre Taillandier - 1993
- Sheila - Biographie d'une idole, Frédéric Quinonero, éditions Tournon - 2007
- Deleuze, Sheila et moi, André Manoukian, Calmann-Lévy, 2010
- Sheila - Star française, Frédéric Quinonero, éditions Didier Carpentier - 2012
- L'idole, Thierry Marin, éditions Amalthée - 2012
- (en) Jean-Emmanuel Deluxe (préf. Lio), Yé-Yé Girls of 60s French Pop (anthologie), Port Townsend (États-Unis), Feral House, 17 novembre 2013, 256 p., broché, 20,3 cm x 20,3 cm (ISBN 978-1-936239-71-9 et 9781936239726, présentation en ligne, écouter en ligne)écoute en ligne no 2 — Édition française : Jean-Emmanuel Deluxe (préf. Lio), Filles de la pop (anthologie), Paris, Huginn & Muninn, 26 octobre 2018, 248 p., relié, grand format (ISBN 978-2-36480-651-1, présentation en ligne)
- Sheila - des souvenirs aussi, Nicolas Pargès - La compagnie littéraire - 2014
- Mon père, ma mère et Sheila, Éric Romand - Éditions Stock, 2017 -  (ISBN 2234083575)
- Sheila, une histoire d'amour, Frédéric Quinonero, City éditions - 2018
- Sheila, 60 ans de carrière, une vie en chansons, FD Hors-série Collector - 2022
- Sheila, La vie est belle !, Jacques Pessis, éditions Elle Aime L'air - 2022
- Quatre filles dans le vent, Christian et Eric Cazalot, XO Editions - 2023
- N°54: Sheila, revue Schnock, Editions Le Tango, 2025

## Distinctions

### Décorations
- Officier de la Légion d'honneur (2023)[85] ; chevalier par le président de la République Jacques Chirac (1997)[86]
- Commandeur de l'ordre des Arts et des Lettres (2018)[87] ; officier (2003)[88] ; chevalier (1996)[89]

### Récompenses
- Grand Prix du disque de l'Académie Charles-Cros (1964)
- Prix de la SACEM (1964)
- Oscar féminin RMC (1965)
- Oscar de la popularité RMC (1966)
- Citoyenne d'Honneur de Tahiti (1967)
- Trophée du Billboard en tant que meilleure vendeuse de disques en France 1967-1968 (1968)[90]
- Médaillée et marraine de la SPA (1969)
- Officier de la Société académique Arts-Sciences-Lettres ; distinction remise par Monseigneur François Marty (1970)[91]
- Note d'Or de la Chanson pour Les Rois mages (1971)
- Prix de la chanson anti-raciste de l'année décerné par la Licra pour Blancs, Jaunes, Rouges, Noirs (1972)
- Disque d'or pour Sheila et Ringo (album) (1973) [92]
- Femme de l'année RMC (1974)
- Disque d'or pour Quel tempérament de feu (1975)[92]
- Palme d'argent du "Tube de l'été" Europe 1 (1977)
- Disque d'or pour Love Me Baby (1977)[92]
- Disque d'or pour Singin in the Rain (1978)[92]
- Disque d'or pour Singin in the Rain (album) (1978)[92]
- Coupe des juke-box des Arènes de Vérone (1978)
- Disque d'or pour Les Plus Grands Succès (1989)[93]
- Disque d'or pour Sheila en concert à l'Olympia 2002 - Jamais deux sans toi (2003)[93]
- Victoire de la Musique (Victoire d'honneur) pour ses 50 ans de carrière (2013)
- Life Achievement des Murex d'Or (2016)[94]
- Médaille de la ville de  La Grande Motte (2023)
- Médaille de Vermeil de la ville de Paris (2024)